# Corrida de recortes

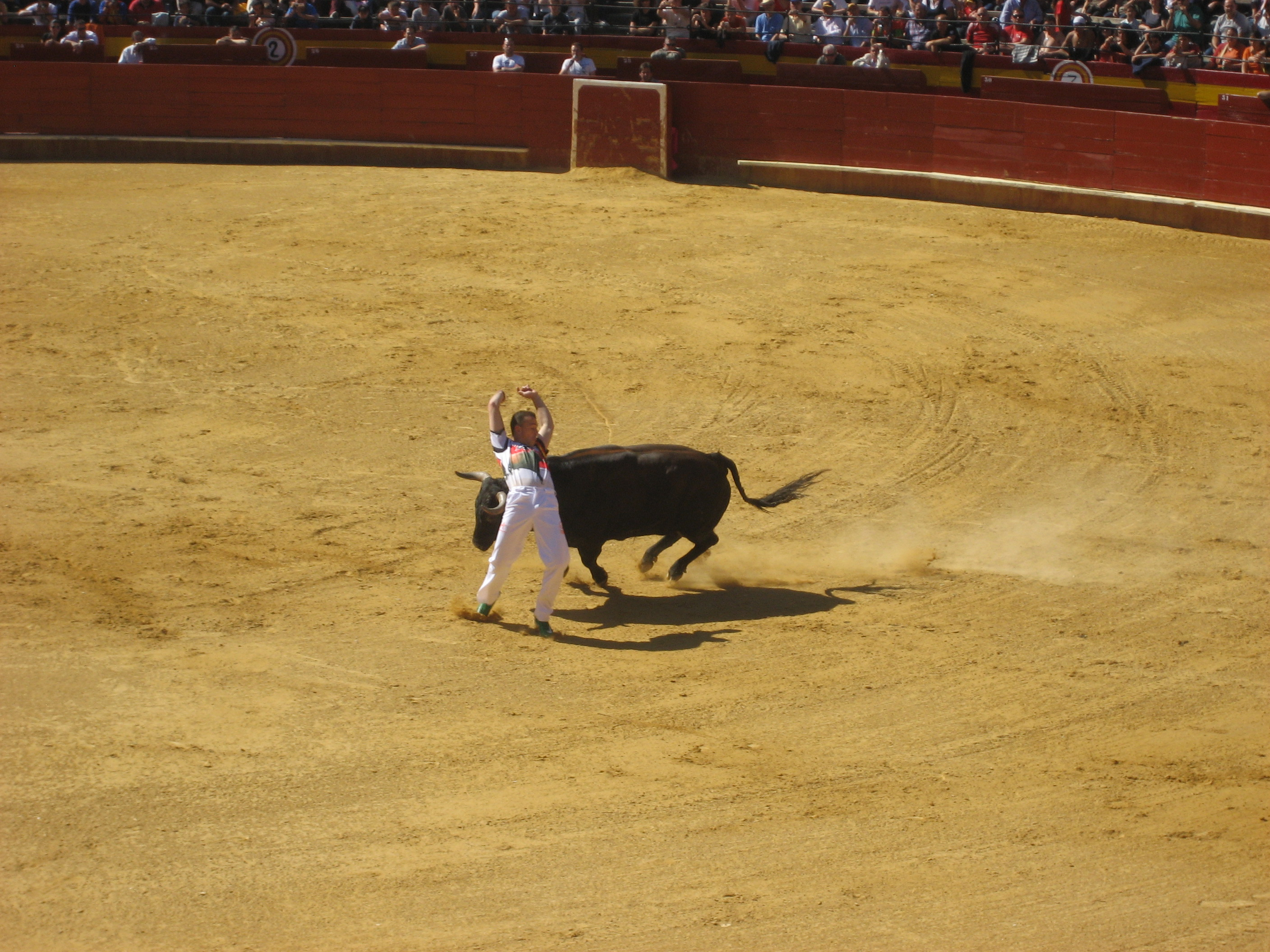
Esibizione di un concorrente durante il III concorso nazionale di recortes (Valencia, 5 ottobre 2008).

La Corrida de recortes, o concurso de recortadores, è uno spettacolo incruento di tauromachia popolare in Spagna. Può essere considerato uno spettacolo parallelo e alternativo alla più famosa corrida de toros.
Si svolge nelle stesse arene in cui hanno luogo le vere corride e vede impegnata una squadra di recortadores ("schivatori") che affrontano, uno alla volta, alcuni bovini spagnoli da combattimento, che possono essere tori o, ancor più frequentemente, vacche. Queste ultime, infatti, dimostrano spesso una combattività e un'aggressività pari a quella dei maschi.
Generalmente i recortador sono presenti in arena in numero di due o tre; mentre uno di essi, utilizzando un capote, provoca la carica dell'animale, gli altri due si posizionano dietro di lui e la evitano con un recorte (schivata all'ultimo momento, molto pericolosa), o con un salto. Spesso due recortador si posizionano uno dietro l'altro, saltando in successione oltre il dorso dell'animale, con un effetto molto spettacolare; in altri casi saltano anche in groppa al bovino. 
A differenza delle corride, questo tipo di manifestazione si svolge come una gara, in cui concorrono separatamente sia i recortador che i bovini, ciascuno dei quali otterrà dei punti rispettivamente per l'eleganza delle schivate e per la potenza ed efficacia delle cariche.
Si tratta, sostanzialmente, di un'esibizione che ricorda molto da vicino la taurocatapsia, spesso raffigurata negli affreschi dell'antica Creta. A differenza di altre forme di tauromachia, questa è totalmente incruenta per il toro, sebbene non manchino rischi di cornate e ferite per i partecipanti umani.